# Callithea frigga
Callithea frigga är en fjärilsart som beskrevs av Johannes Karl Max Röber 1913. Callithea frigga ingår i släktet Callithea och familjen praktfjärilar. Inga underarter finns listade i Catalogue of Life.